# Patricio Sánchez Maudes
Patricio Sánchez Maudes, més conegut com a Patri, és un exfutbolista castellanolleonès. Va nàixer a Villalba de los Alcores el 24 de febrer de 1964. Ocupava la posició de defensa.

## Trajectòria
Va destacar sobretot a les files del Reial Valladolid. Amb el club val·lisoletà va debutar a primera divisió a la campanya 84/85. El 1988 retorna al Valladolid, sent titular durant dues campanyes i suplent a les dues següents. La seua darrera temporada al club castellanolleonès va ser la 92/93, amb l'entitat a Segona Divisió. En total, va sumar 88 partits i va marcar un gol a la primera divisió.